# Wagon Wheel
Wagon Wheel – jednostka osadnicza w Stanach Zjednoczonych, w stanie Arizona, w hrabstwie Navajo.